# Кемпирсай
Кемпирсай (каз. Кемпірсай) — село в Каргалинском районе Актюбинской области Казахстана. Входит в состав Кемпирсайского сельского округа. Код КАТО — 154053200.

## Население
В 1999 году население села составляло 310 человек (153 мужчины и 157 женщин). По данным переписи 2009 года, в селе проживало 179 человек (96 мужчин и 83 женщины).